# سوزان پدرسون (شناگر)
سوزان پدرسون (به انگلیسی: Susan Pedersen) (زادهٔ ۱۶ اکتبر ۱۹۵۳) شناگر اهل ایالات متحده آمریکا است.